# Glycosmis macrantha
Glycosmis macrantha är en vinruteväxtart som beskrevs av Merrill. Glycosmis macrantha ingår i släktet Glycosmis och familjen vinruteväxter. Inga underarter finns listade i Catalogue of Life.